# 71 км (платформа)
Платформа 71 км — пасажирський зупинний пункт Криворізької дирекції Придніпровської залізниці на електрифікованій лінії Апостолове — Запоріжжя II між станціями Підстепне (3 км) та Чортомлик (8 км). Розташований в селищі Гранітне Криворізького району Дніпропетровської області.

## Пасажирське сполучення
На платформі 71 км зупиняються приміські електропоїзди Криворізького та Нікопольського напрямків.

## Галерея

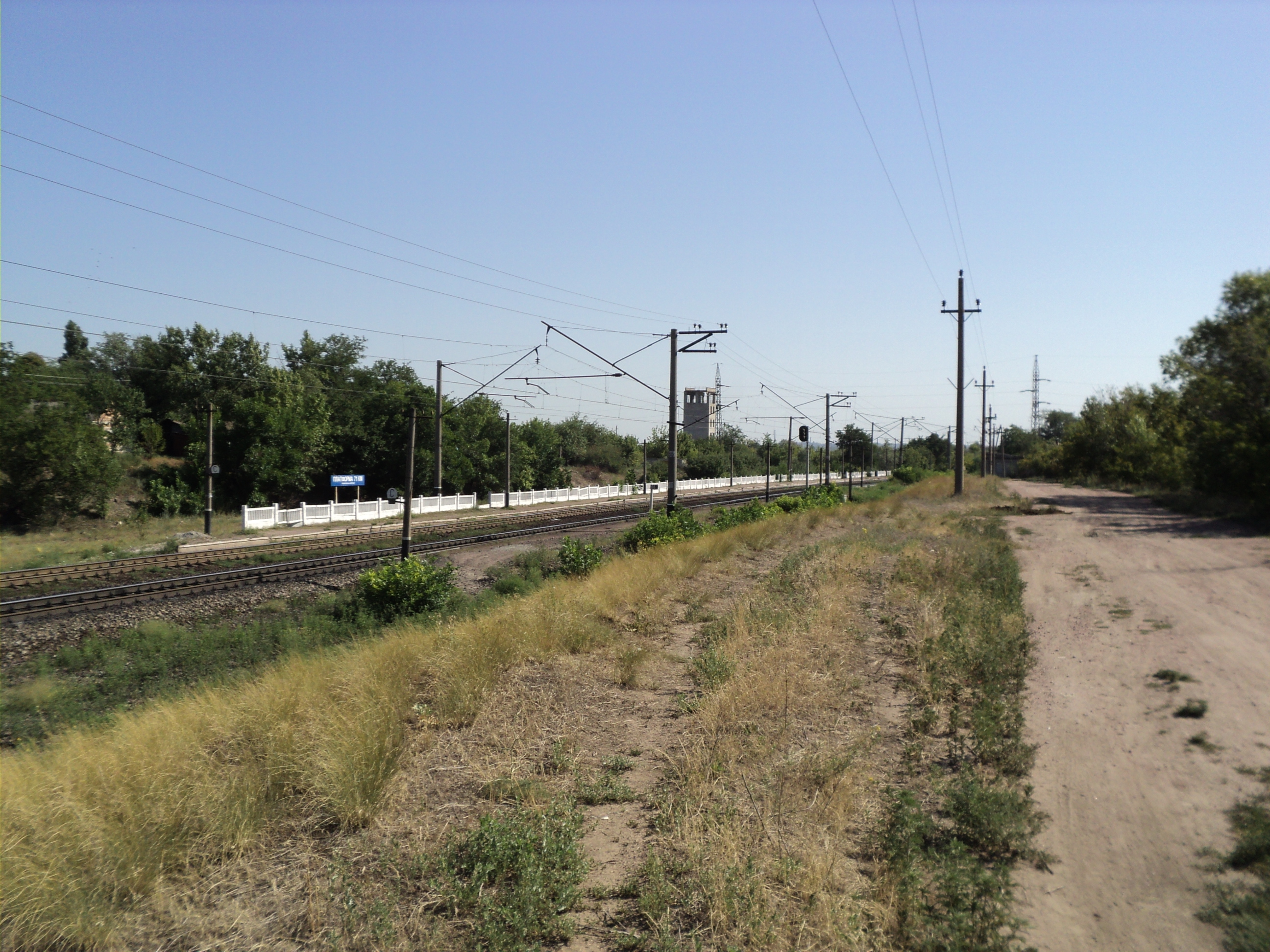
Вигляд з боку села Грушівка
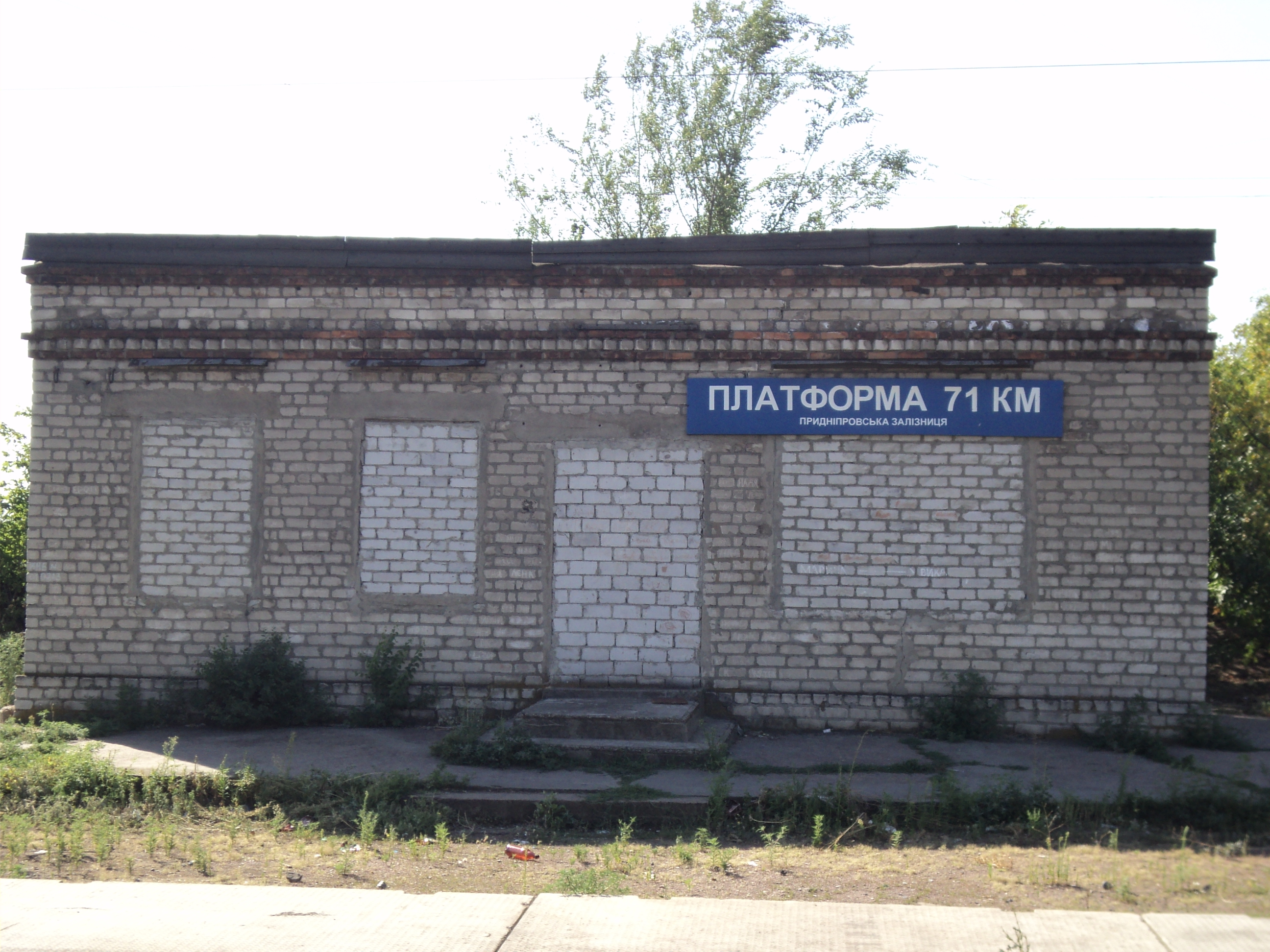
Колишній павільйон зупинного пункту 71 км